# آنجلو ایوریو
آنجلو ایوریو (انگلیسی: Angelo Iorio؛ زادهٔ ۲۶ اوت ۱۹۸۲) بازیکن فوتبال اهل ایتالیا است.
از باشگاه‌هایی که در آن بازی کرده‌است می‌توان به باشگاه فوتبال کرمونزه، باشگاه فوتبال پیاچنزا، و باشگاه فوتبال جنوآ اشاره کرد.
وی همچنین در تیم‌های ملی فوتبال زیر ۱۹ سال ایتالیا و Italy under-21 Serie B representative team بازی کرده‌است.